# Muscle tenseur du voile du palais
Le muscle tenseur du voile du palais (ou muscle péristaphylin externe ou  muscle sphéno-salpingo-staphylin ou muscle ptérygo-staphylin ou muscle sphéno-staphylin) est un muscle du palais mou et du gosier. Il permet l'ouverture des trompes d'Eustache. Son contrôle volontaire est à la base de la béance tubaire volontaire, une manœuvre d'équilibrage permettant aux plongeurs, et notamment aux apnéistes et plongeurs bouteille, de ne pas avoir à utiliser leurs mains et d'équilibrer la pression de manière plus douce.

## Origine
Le muscle tenseur du voile du palais nait de la fosse scaphoïde, de la fosse ptérygoïde et du tiers postérieur de la partie fibreuse du tube auditif.

## Trajet
Le muscle tenseur du voile du palais descend verticalement pour se réfléchir sur l'hamulus ptérygoïdien. 
Il est séparé de l'hamulus par la bourse du muscle tenseur du voile du palais (ou bourse séreuse du péristaphylin externe).

## Insertion
Le muscle tenseur du voile du palais se termine en éventail dans le voile du palais sur l'aponévrose palatine.

## Innervation
Le muscle tenseur du voile du palais est innervé par le nerf mandibulaire, branche du nerf trijumeau.
Sa sensibilité est assurée par le nerf grand palatin et palatins accessoires.

## Fonction
Le muscle tenseur du voile du palais permet la mise en tension du voile du palais et la dilatation du tube auditif.